# Venturia chnaura
Venturia chnaura är en stekelart som beskrevs av Wahl 1987. Venturia chnaura ingår i släktet Venturia, och familjen brokparasitsteklar. Inga underarter finns listade i Catalogue of Life.